# Trường trung học số 1, Bydgoszcz
Trường trung học số 1 " Cyprian Norwid " ở Bydgoszcz, là một trường trung học Ba Lan ở Bydgoszcz, tọa lạc tại số 9 Quảng trường Tự Do. Hiện tại, giám đốc của trường là Mariola Mańkowska.

## Lịch sử

### Khối thịnh vượng chung Ba Lan - Litva1569-1795
Trường trung học số 1 ở Bydgoszcz bắt nguồn từ triều đại của Nhà Vasa với John II Casimir Vasa. Nó là sự tiếp nối của một trường học được thành lập bởi Dòng Tên vào năm 1619. Năm 1623, sinh viên đại học chào đón vua Sigismund III tại cổng thành phố và trong hội trường của trường trong thời gian ông dừng chân tại Bydgoszcz trên đường đến Gdańsk. Năm 1637, một khu chung cư cũ liền kề đã được mua, để dành cho mục đích giáo dục. Hai năm sau, sau khi hoàn thành xây dựng lại tòa nhà, lễ khai giảng năm học đã được diễn ra. Cuối cùng, vào năm 1695, một tòa nhà mới tráng lệ được xây dựng. Vào thời điểm đó, trường có một thư viện ấn tượng. Ban đầu, chỉ có lớp học cơ bản nhất được hoạt động: lớp ngữ pháp, trong đó học sinh được dạy những kiến thức cơ bản của tiếng Latin và tiếng Hy Lạp. Năm 1642, một cấp học mới sau đó được thành lập, nơi học sinh được dạy toàn bộ kiến thức về ngữ pháp. Theo yêu cầu đặc biệt của Hoàng tử George Ossoliński, một lớp cao hơn về hùng biện và đạo đức đã được mở ra vào năm 1649. 

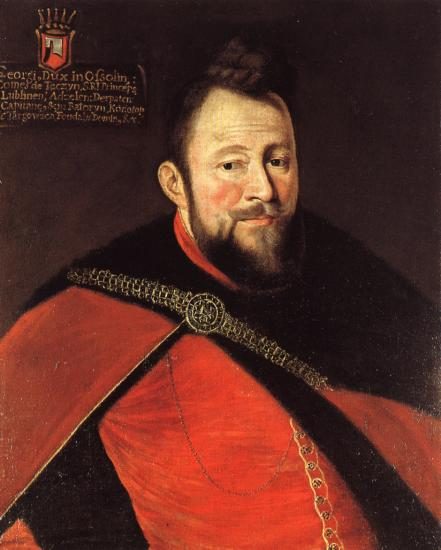
Hoàng tử George Ossoliński của Bartholomeus Strobel

Trường sau đó được biết đến với việc tổ chức các sự kiện văn hóa. Nhà hát diễn xuất thường tham dự lễ kỷ niệm thành phố. Đó là trường hợp mỗi khi thống đốc Bydgoszcz đến lâu đài của mình. Một sự kiện văn hóa lớn hơn thậm chí đã được chuẩn bị vào năm 1734 bởi những người trẻ tuổi và các giáo sư để vinh danh Vua Stanislaw Leszczynski cưỡi ngựa đến Gdansk.

### Phân vùng của Ba Lan1772-1918
Sau Phân vùng đầu tiên của Ba Lan được ký tại St. Petersburg vào ngày 5 tháng 8 năm 1772, Bydgoszcz được sáp nhập vào lãnh thổ của Phổ. Vào năm sau đó, trường Cao đẳng Bydgoszcz đã được chuyển đổi thành nhà thi đấu. Sự thất bại của Phổ bởi Napoléon năm 1806 dẫn đến việc thành lập của Công quốc Warsaw. Vào ngày 19 tháng 2 năm 1807, Ba Lan chính thức lập quyền cai trị Bydgoszcz. Trong trường Cao đẳng mới thành lập - còn gọi là Trường trung tâm - bộ môn tiếng Ba Lan đã được mở ra. Lề khai giảng diễn ra vào ngày 11 tháng 9 năm 1808, trong một buổi lễ nơi đại diện của cơ quan hành chính và quân đội có mặt. Tòa nhà, bị tàn phá bởi cuộc chiến trước đó, đã được sửa chữa với quỹ từ Hội đồng Giáo dục Duchy of Warsaw và các đóng góp khác. Đồng thời, người dân thị trấn đã quyên góp tiền để trả lương cho 6 giáo sư. Vào tháng 9 năm 1808, trường tiếp nhận 50 sinh viên. Sau một vài năm, phẩm giá nổi tiếng của trường Trung tâm đã tiếp quản trường trung học cũ và thành công ở Toruń. Trong thời gian này, Đại học Bydgoszcz đã biến đổi sâu sắc thành một cơ sở thực sự của giáo dục đại học. Vào tháng 9 năm 1812, nhà văn và chính trị gia nổi tiếng Julian Ursyn Niemcewicz đã đến thăm tổ chức này. 

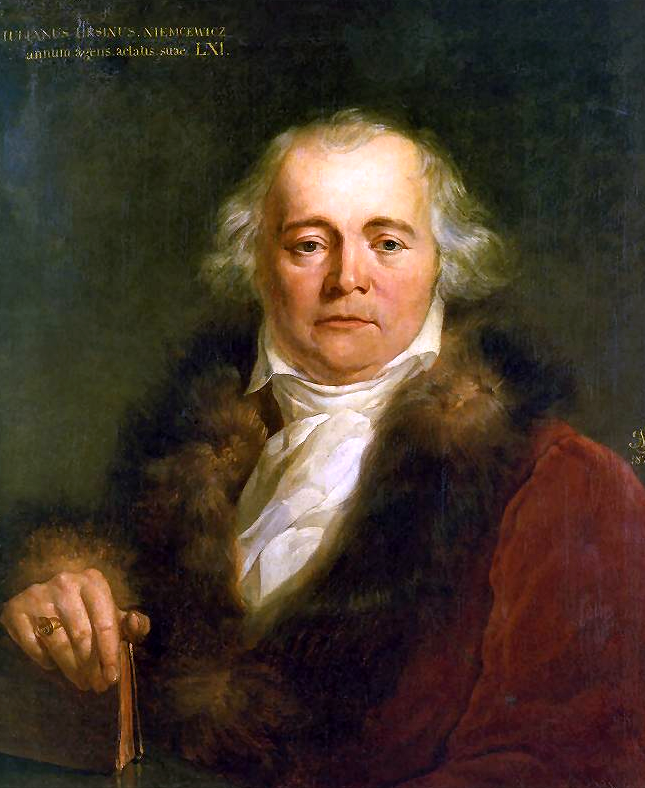
Julian Ursyn Niemcewicz

Trong cuộc nổi dậy Greater Poland năm 1848, các sinh viên Ba Lan đã tham gia với tư cách là quân nổi dậy để đấu tranh giành độc lập.
Vào ngày 1 tháng 8 năm 1878, trường Realschule đã mở một khóa học kéo dài tám năm, trong một tòa nhà giả theo kiến trúc Gô-loa mới được xây dựng trên Quảng trường Tự do. Nó có khoảng 750 sinh viên. Ngoài ra, một lớp dự bị gọi là "Chuẩn bị" đã được tạo ra.
Chưa đầy một năm trước khi Ba Lan tái sinh, Bydgoszcz đã có 713 học sinh ở trường cấp hai, bao gồm 121 người Ba Lan. Nửa năm sau (20 tháng 10 năm 1919), con số này giảm xuống còn 542 học sinh, bao gồm 133 người Ba Lan, do dòng người Đức rời khỏi thành phố, cũng như việc chuyển học sinh Đức sang các trường trung học khác.

### Sự phát triển của trường trong những năm 1920-1939
Vào ngày 20 tháng 1 năm 1920, nhờ Hiệp ước Versailles, Bydgoszcz đã gia nhập lại lãnh thổ có chủ quyền của Ba Lan. Sau nhiều năm bị kìm hãm, thành phố bắt đầu một giai đoạn lịch sử mới và bắt đầu phát triển các trường trung học. Thử thách là vô cùng lớn: thiếu giáo viên có trình độ cao, thiếu sự tinh thông tiếng mẹ đẻ. Vào cuối tháng 1 năm 1920, Trường Ngữ pháp Cổ điển đã được chính quyền Ba Lan tiếp quản. Giám đốc Ba Lan mới được bổ nhiệm, Stanislaw Stóżewski, được chào đón bởi các lớp học và một số giáo sư Ba Lan. Năm học kết thúc vào ngày 30 tháng 3 năm 1920 bằng một buổi lễ thăng chức. Vào năm học mới, trường đã nhận được tên gọi của trường Trung học Cổ điển Nhà nước.
Nhờ những nỗ lực của Ban giám đốc quốc gia của trường trung học cổ điển ở Bydgoszcz, một cơ sở giải trí cho học sinh nơi tổ chức trại hè đã được xây dựng tại Kościelisko. Các hoạt động hướng đạo đã đóng một phần thiết yếu trong phương pháp giảng dạy. Năm 1934, đội trinh sát đã giành được danh hiệu "Đội Cộng hòa". Năm 1920, Hiệp hội chèo thuyền trung học bắt đầu các hoạt động của mình, tổ chức các chuyến đi thuyền đến Fordon, Ostromecko, Grudziądz, Toruń, Gdańsk và thậm chí cả Gdynia. Trường dạy các khóa học thêm, như tiếng Esperanto, triết học hoặc kịch. Có một dàn nhạc của trường và dàn hợp xướng. Zygmunt Polakowski được bổ nhiệm làm giám đốc năm 1930. Từ năm 1920 đến 1939, số giáo viên toàn thời gian đã tăng từ 12 đến 19, và trường đã có 488 sinh viên tốt nghiệp.

### 1939-1945
Trong thời kỳ phát xít Đức, trường học đã ngừng hoạt động. Trong những ngày đầu tiên của tháng 10 năm 1939, một số hành động chống lại giáo viên đã được thực hiện bởi các lực lượng chiếm đóng: 204 giáo viên đã bị bắt và trải qua tra tấn trong doanh trại pháo binh. 56 người bị bắn trong Thung lũng tử thần (Bydgoszcz) ở Fordon. Giám đốc trường Zygmunt Polakowski cũng hy sinh. Như trong các địa điểm khác ở Ba Lan, một hệ thống giáo dục ngầm được thành lập vào năm 1939.

### Thời kỳ hậu chiến
Trường trung học đã hoạt động trở lại vào ngày 4 tháng 3 năm 1945 với tư cách là một trường trung học. Bắt đầu năm học 1948/49, một trường thống nhất từ tiểu học đến trung học đã được thành lập. Năm 1961, trường Trung học được tái tổ chức. Lễ tốt nghiệp đầu tiên được tổ chức vào tháng 7 năm 1945, với 75 sinh viên tốt nghiệp. Kể từ đó, trường trung học số 1 ở Bydgoszcz đã có hơn 9000 học sinh tốt nghiệp.
Vào ngày 1 tháng 2 năm 1949, trường được đặt theo tên của Ludwik Waryński. Vào ngày 24 tháng 9 năm 1992, nó được đổi tên thành Cyprian Norwid. Đây hiện là trường lớn nhất ở Kuyavia-Pomerania. Từ ngày 1 tháng 9 năm 2007, Trường Trung học đã trở thành Trường Trung học Số 1 ("I.L.O") tại Bydgoszcz, bao gồm Trường Trung học số 1 "Trường trung học Cyprian Norwid và Trường Ngữ pháp Cổ điển. Trường Trung học số 1 là trường trung học lâu đời nhất ở Bydgoszcz. Vào ngày 1 tháng 12 năm 2015, vào dịp lễ ra mắt, một tấm phù điêu tưởng nhớ dành cho Marian Rejewski đã được đặt bên cạnh cổng vào.

## Giám đốc từ năm 1945
- Czeław Zgodziński (4.03.1945-30.11.1948)
- Ludwik Kosiński (1.12.1948-15.12.1949)
- Leon Hartman (16.12.1949-31.08.1950)
- Feliks Kaute (1.09.1950-31.08.1968)
- Eugeniusz Wyroda (1.09.1968-31.05.1976)
- Wiesława Dymel (1.06.1976-31.08.1982)
- Jan Szpara (1.09 1982-31.08.2003)
- Jarosław Durszewicz (1.09.2003-31.08.2012)
- Mariola Mańkowska (kể từ ngày 1.09.2012)

Học sinh của trường đã đạt được một số danh hiệu người chiến thắng và người lọt vào chung kết các cuộc thi quốc gia như Thế vận hội Olympic tiếng Ba Lan hoặc Olympic Quốc tế về Tin học 

## Cựu sinh viên đáng chú ý

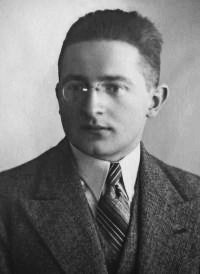
Marian Rejewski khoảng năm 1932

- Marian Rejewski (1905-1980) - nhà mật mã học toán học; năm 1932, ông đã giải mã máy Enigma được trang bị bảng cắm, thiết bị mật mã chính được Đức sử dụng; tốt nghiệp năm 1923.
- Jerzy Hoffman (1932-) - đạo diễn và nhà biên kịch phim; tốt nghiệp năm 1950.
- Radosław Sikorski (1963-) - chính trị gia, cựu Bộ trưởng Bộ Quốc phòng Ba Lan (2005-2007), kể từ năm 2007 Bộ trưởng Bộ Ngoại giao Ba Lan; tốt nghiệp năm 1981.
- Max Kolonko (1965-) - nhà sản xuất, nhà văn, tác giả, nhà báo phát thanh và phóng viên Mỹ cho một số tổ chức tin tức truyền hình; tốt nghiệp năm 1981.
- Piotr Salaber (1966-) - nhà soạn nhạc, nghệ sĩ piano và nhạc trưởng; tốt nghiệp năm 1984.
- Paweł Olszewski (1979 -) - nhà kinh tế và chính trị gia, MP từ năm 2005; tốt nghiệp năm 1998.
- Roma Gąsiorowska (1981-) - nữ diễn viên và nhà thiết kế thời trang; tốt nghiệp năm 2000.
- Piotr Adamski - người mẫu, " thợ sửa ống nước Ba Lan "; tốt nghiệp năm 2003.

## Hình ảnh

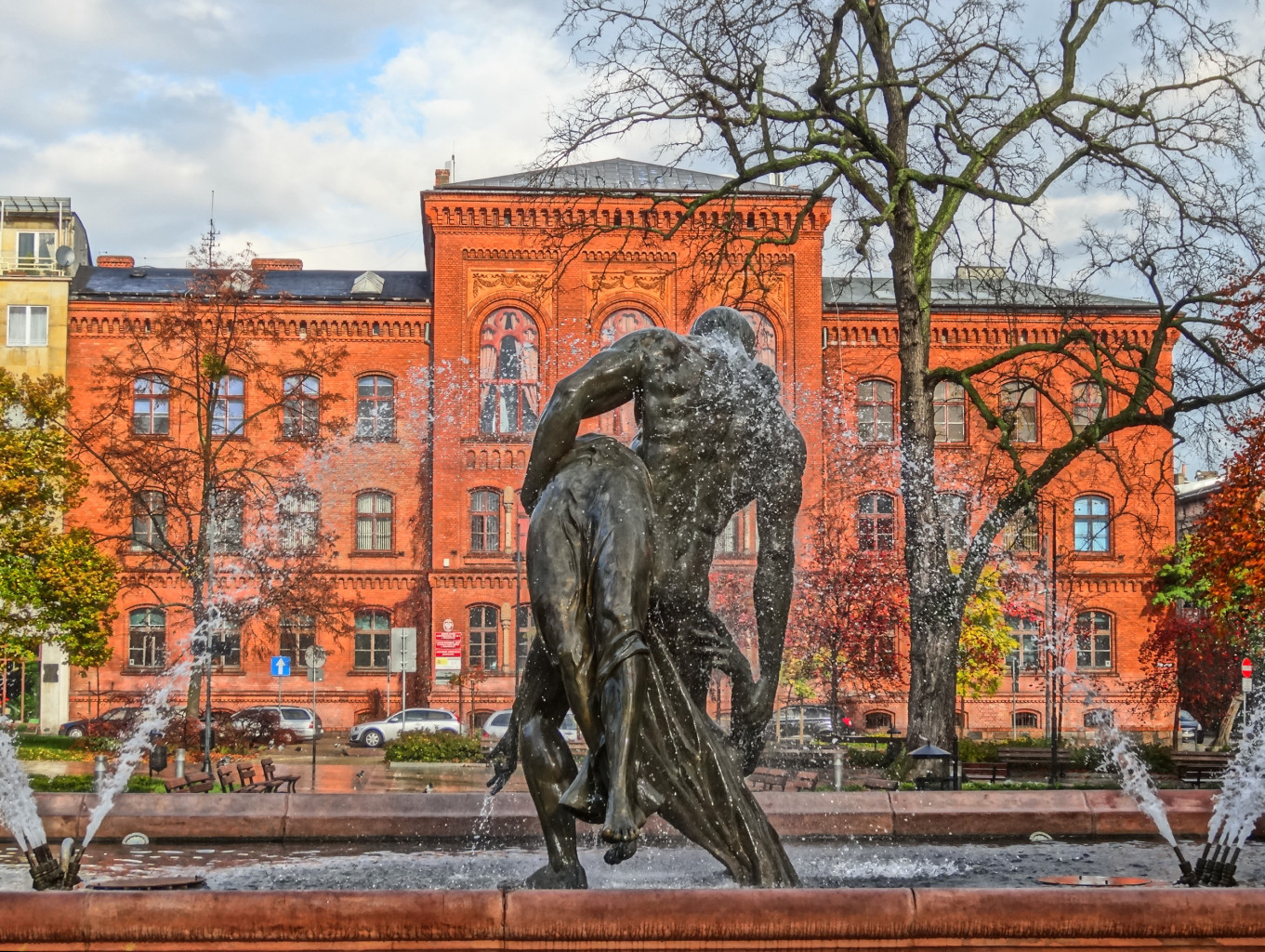
Fountain Potop
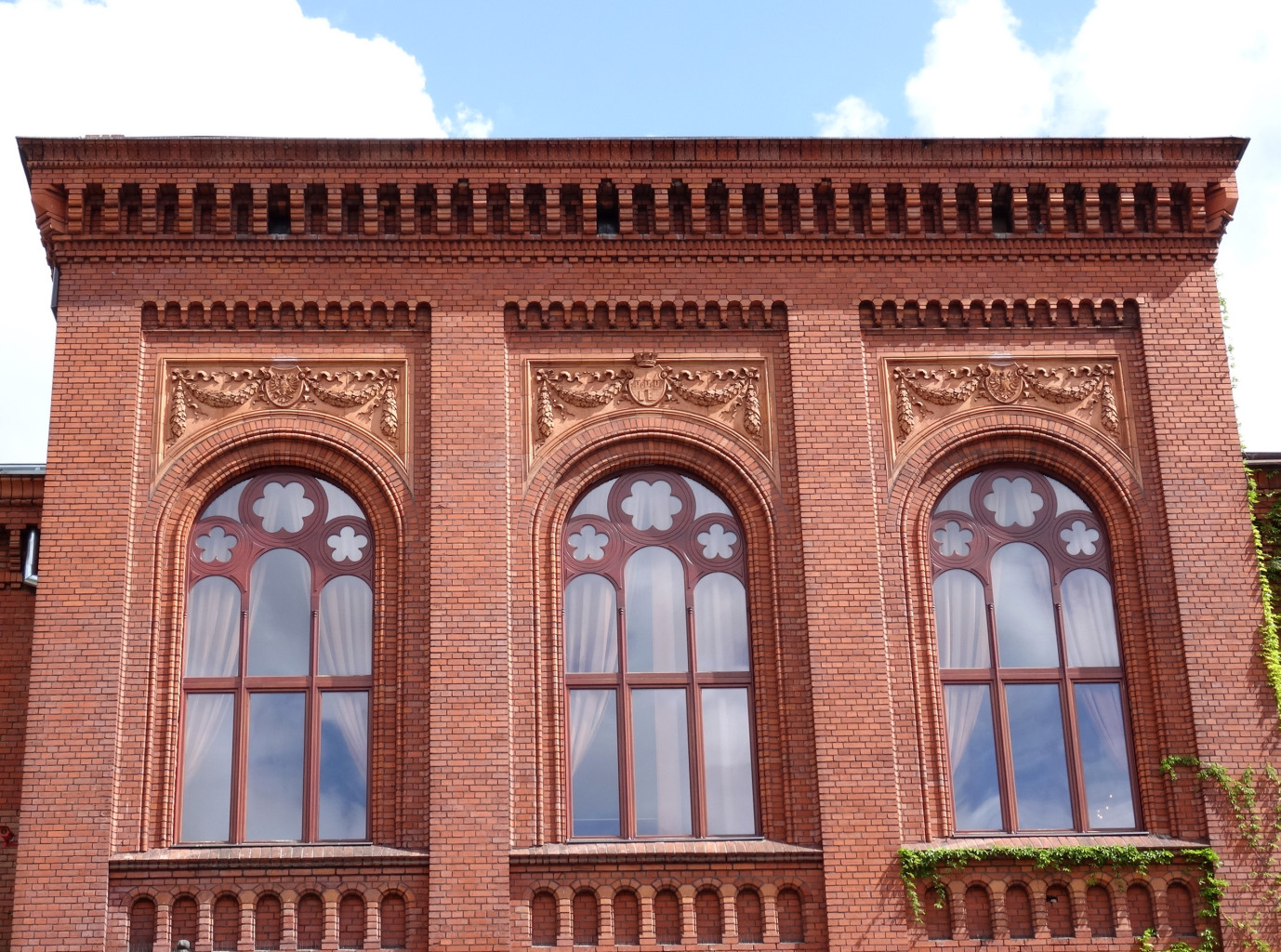
Chi tiết cửa sổ của sảnh chính
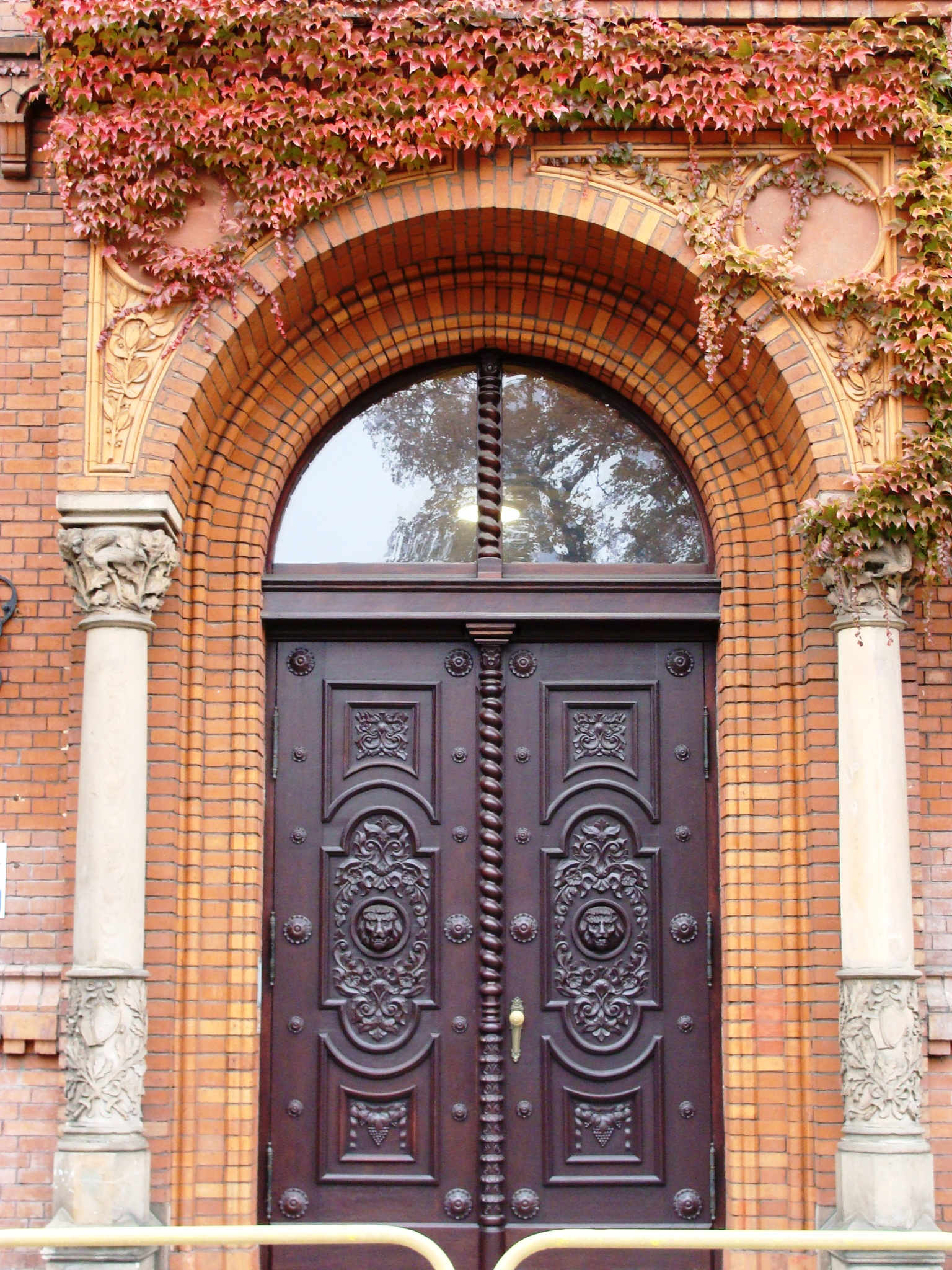
Cổng chính được trang trí với đầu của sư tử
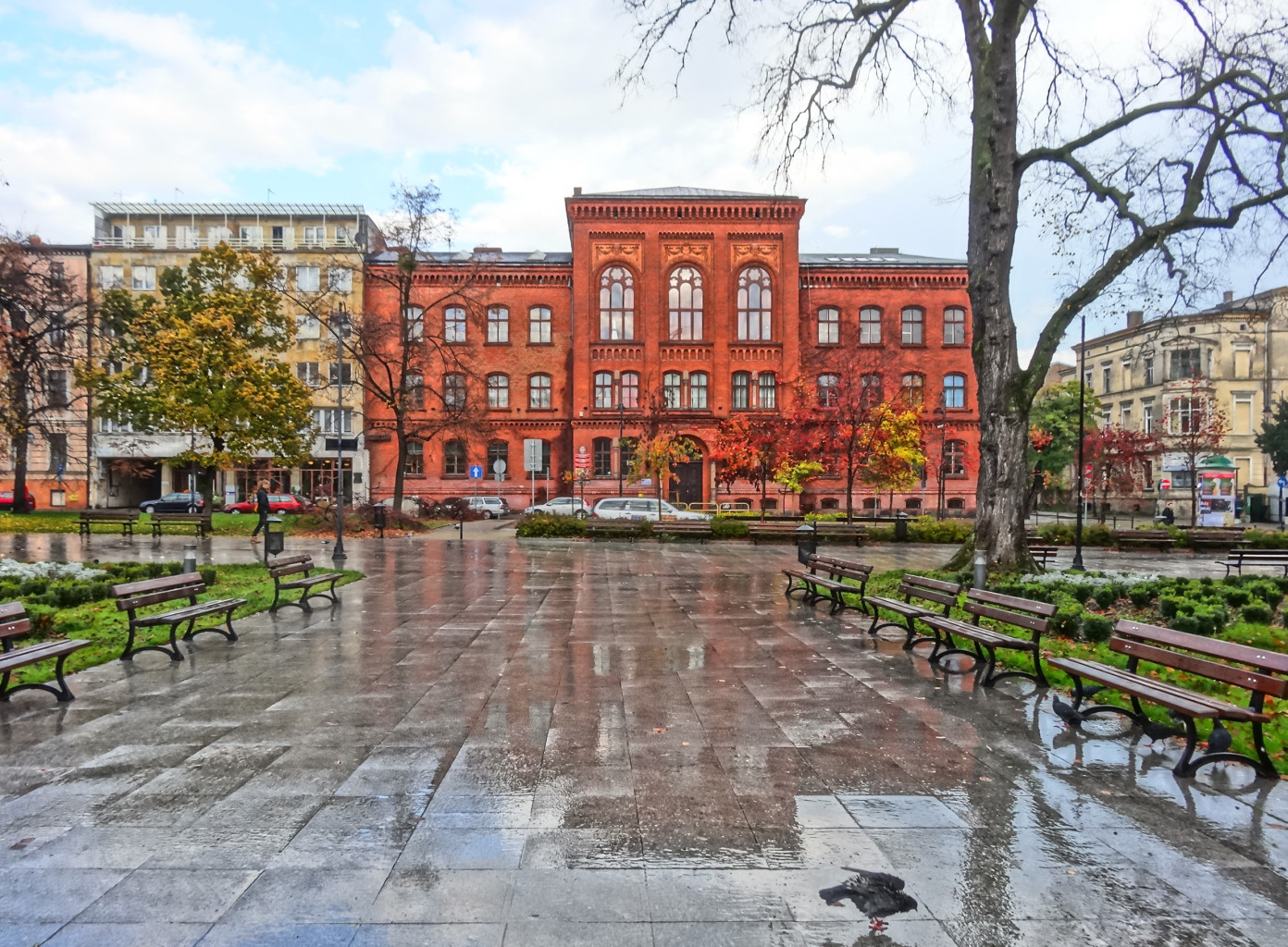
Nhìn từ Plac Wolnosci
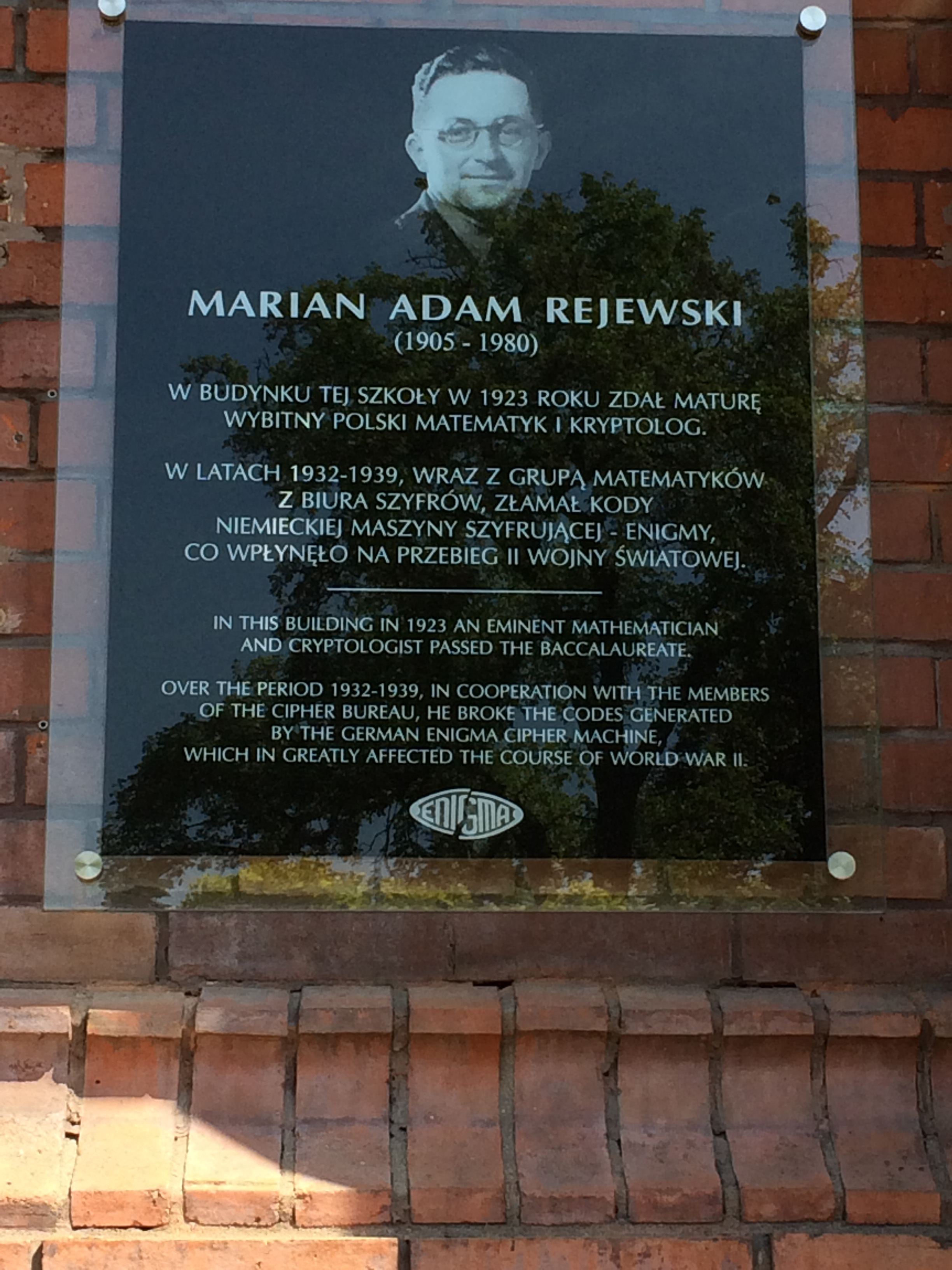
Phù điêu tưởng nhớ Marian Rejewski